# Haimen
Haimen (chinois simplifié : 海门市 ; chinois traditionnel : 海門市 ; pinyin : hǎimén shì) est une ville de la province du Jiangsu en Chine. C'est une ville-district placée sous la juridiction de la ville-préfecture de Nantong.

## Histoire
Sous la Dynastie Qing, en 1768 est créé le département de Hamen (海门厅, hǎimén tīng).
À partir de 1912, après l'établissement de la République de Chine, il devient le Xian de Haimen (海门县, hǎimén xiàn, il devient un des ports du xian de Nantong (南通县, nántōng xiàn), qui deviendra plus tard la municipalité de Nantong (南通市, nántōng shì). Il est inclus dans la voie maritime de Shanghaï (沪海道, hù hǎidào) de 1914 à 1927.
En juin 1994, son statut de xian est remplacé par celui de municipalité.

## Géographie
La ville est située sur le Delta du Yangzi Jiang.

## Démographie
La population du district était de 1 036 933 habitants en 1999.

## Jumelage
- Schwarzenbek (Allemagne) depuis 2009[3]

## Culture et religions
Haimen est le siège d'un évêché catholique.

## Production
Un important banc de sable qui a grandi sous la dynastie Qing permet à cet endroit de produire des produits en verre.

## Déchets
Le port de Haimen est l'une des principales décharges pour les produits venus de l'Occident. Cela dit, les Chinois eux-mêmes génèrent maintenant des montagnes de déchets.